# 수이청구

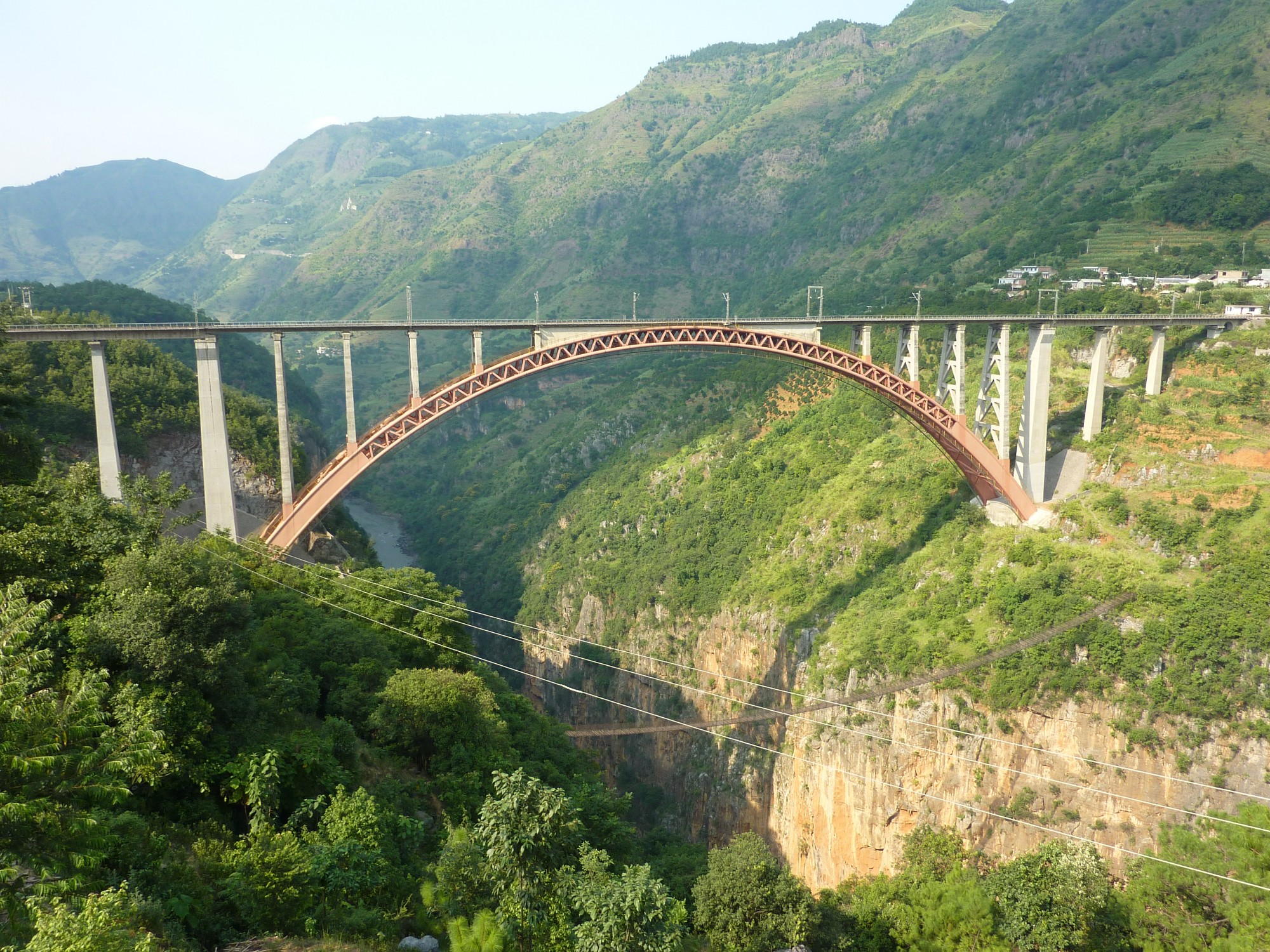

수이청 현(한국어: 수성현, 중국어: 水城县, 병음: Shuǐchéng Xiàn)은 중화인민공화국 구이저우성 류판수이 시의 현급 행정구역이다. 넓이는 3589km2이고, 인구는 2007년 기준으로 760,000명이다.

## 행정 구역
1개 진, 3개 향, 29개 민족향을 관할한다.
- 진: 滥坝镇.
- 향: 阿嘎乡, 盐井乡, 蟠龙乡.
- 민족향: 董地苗族彝族乡, 陡箐苗族彝族乡, 比德苗族彝族乡, 化乐苗族彝族乡, 南开苗族彝族乡, 青林苗族彝族乡, 保华苗族彝族乡, 金盆苗族彝族乡, 木果彝族苗族乡, 发箐苗族彝族乡, 双嘎彝族乡, 玉舍彝族苗族乡, 勺米彝族苗族乡, 纸厂彝族乡, 坪寨彝族乡, 发耳布依族苗族彝族乡, 都格布依族苗族彝族乡, 鸡场布依族彝族苗族乡, 龙场苗族白族彝族乡, 营盘苗族彝族白族乡, 顺场苗族彝族布依族乡, 花嘎苗族布依族彝族乡, 杨梅彝族苗族回族乡, 新街彝族苗族布依族乡, 野钟苗族彝族布依族乡, 果布嘎彝族苗族布依族乡, 米箩布依族苗族彝族乡, 猴场苗族布依族乡, 红岩布依族彝族苗族乡.